# Ruth Negga
Ruth Negga (Adis Abeba, 7 de janeiro de 1982) é uma atriz etíope-irlandesa. Iniciou sua carreira em Capital Letters, em 2004, e conquistou repercussão internacional por Loving (2016), pelo qual foi indicada ao Oscar de Melhor Atriz.

## Biografia
Nascida em Adis Abeba, na Etiópia, filha de mãe irlandesa e pai etíope. Seus pais se conheceram enquanto sua mãe trabalhava como enfermeira na Etiópia. Negga morou no país africano até os seus quatro anos de idade. Seu pai morreu em um acidente de carro quando ela tinha apenas sete anos. Ela foi criada em Limerick, Irlanda mas vive em Londres desde 2006.
Ela estudou no Samuel Beckett Centre no Trinity College, em Dublin, graduando-se como bacharel em Estudos de Atuação.

## Filmografia

### Filmes e televisão
| Ano       | Título                                       | Papel                   | Observações          |
| --------- | -------------------------------------------- | ----------------------- | -------------------- |
| 2004      | Doctors                                      | Wanda Harrison          | 1 Episódio           |
| 2004      | Capital Letters                              | Taiwo                   | Filme                |
| 2004      | Love Is the Drug                             | Lisa Sheerin            | 4 Episódios          |
| 2005      | Stars                                        | Sophie                  | Animação (voz)       |
| 2005      | 3-Minute 4-Play                              | Woman                   | Curta-metragem       |
| 2005      | Breakfast on Pluto                           | Charlie                 | Filme                |
| 2005      | Isolation                                    | Mary                    | Filme                |
| 2005      | Colour Me Kubrick                            | Lolita                  | Filme; Não creditada |
| 2006      | The Four Horseme                             | Woman Priest            | Curta-metragem       |
| 2008      | Criminal Justice                             | Melanie Lloyd / Melanie | 5 Episódios          |
| 2009      | National Theatre Live: Phèdre                | Aricia                  | Filme para TV        |
| 2009      | Corduroy                                     | Tess                    | Curta-metragem       |
| 2009      | Personal Affairs                             | Doris Siddiqi           | 5 Episódios          |
| 2010      | Five Daughters                               | Rochelle                | Minissérie           |
| 2010      | National Theatre Live: Hamlet                | Ophelia                 |                      |
| 2010      | Misfits                                      | Nikki                   | 6 Episódios          |
| 2010      | The Nativity                                 | Leah                    | Minissérie           |
| 2010      | Jacob                                        |                         | Curta-metragem       |
| 2010–2011 | Bleach                                       | Anne                    | Curta-metragem       |
| 2011      | Shirley                                      | Shirley Bassey          | Filme                |
| 2011      | Love/Hate                                    | Rosie                   | 8 Episódios          |
| 2011      | Hello Carter                                 | Doctor                  | Curta-metragem       |
| 2011–2012 | The Samaritan                                | Iris                    | Filme                |
| 2012      | Secret State                                 | Agnes Evans             | Minissérie           |
| 2013      | World War Z                                  | W.H.O. Doctor           | Filme                |
| 2013      | 12 Years a Slave                             | Celeste                 | Filme                |
| 2013      | All Is by My Side                            | Ida                     | Filme                |
| 2013      | Things He Never Said                         | Rachel                  | Filme                |
| 2014      | The Money                                    | Erin Foley              | Filme para TV        |
| 2014      | Noble                                        | Joan                    | Filme                |
| 2014      | Una Vida: A Fable of Music and the Mind      | Jessica                 | Filmes               |
| 2013–2015 | Agentes da S.H.I.E.L.D.                      | Raina                   | 17 Episódios         |
| 2015      | Iona                                         | Iona                    | Filme                |
| 2016      | Loving                                       | Mildred                 | Filme                |
| 2016      | Warcraft: O Primeiro Encontro de Dois Mundos | Lady Taria              | Filme                |
| 2016–2019 | Preacher                                     | Tulip O'Hare            | Série                |
| 2019      | Ad Astra                                     | Helen Lantos            | Filme                |
| 2020      | Angela's Christmas Wish                      | Mãe                     | Animação (voz)       |
| 2020      | Passing                                      | Claire Kendry           | Filme                |

### Vídeo Game
| Ano  | Título                                | Papel      | Observações |
| ---- | ------------------------------------- | ---------- | ----------- |
| 2011 | El Shaddai: Ascension of the Metatron | Ishtar     | Voz         |
| 2014 | Dark Souls II                         | Shanalotte | Voz         |

## Prêmios e indicações

### Oscar
| Ano  | Categoria    | Filme  | Resultado |
| ---- | ------------ | ------ | --------- |
| 2017 | Melhor Atriz | Loving | Indicado  |

### Globo de Ouro
| Ano  | Categoria                          | Filme   | Resultado |
| ---- | ---------------------------------- | ------- | --------- |
| 2017 | Melhor Atriz em Cinema - Drama     | Loving  | Indicado  |
| 2022 | Melhor Atriz Coadjuvante em Cinema | Passing | Indicado  |

### SAG Awards
| Ano  | Categoria                | Filme   | Resultado |
| ---- | ------------------------ | ------- | --------- |
| 2022 | Melhor Atriz Coadjuvante | Passing | Pendente  |

### BAFTA
| Ano  | Categoria                | Filme     | Resultado |
| ---- | ------------------------ | --------- | --------- |
| 2017 | Estrela em Ascensão      | Ela mesma | Indicado  |
| 2022 | Melhor Atriz Coadjuvante | Passing   | Pendente  |

### Critics' Choice Awards
| Ano  | Categoria    | Filme  | Resultado |
| ---- | ------------ | ------ | --------- |
| 2017 | Melhor Atriz | Loving | Indicado  |

### Independent Spirit Awards
| Ano  | Categoria                | Filme   | Resultado |
| ---- | ------------------------ | ------- | --------- |
| 2017 | Melhor Atriz             | Loving  | Indicado  |
| 2022 | Melhor Atriz Coadjuvante | Passing | Pendente  |

### Satellite Awards
| Ano  | Categoria                          | Filme   | Resultado |
| ---- | ---------------------------------- | ------- | --------- |
| 2017 | Melhor Atriz                       | Loving  | Venceu    |
| 2022 | Melhor Atriz Coadjuvante em Cinema | Passing | Pendente  |

### Tony
| Ano  | Categoria    | Peça    | Resultado |
| ---- | ------------ | ------- | --------- |
| 2022 | Melhor Atriz | Macbeth | Indicado  |